# Ryjówkomyszka
Ryjówkomyszka (Microhydromys) – rodzaj ssaków z podrodziny myszy (Murinae) w obrębie rodziny myszowatych (Muridae).

## Rozmieszczenie geograficzne
Rodzaj obejmuje gatunki występujące endemicznie na Nowej Gwinei.

## Morfologia
Długość ciała (bez ogona) 78–86 mm, długość ogona 71–92 mm, długość ucha 8–12 mm, długość tylnej stopy 17–22 mm; masa ciała 11–13 g.

## Systematyka
Rodzaj zdefiniowali w 1941 roku amerykańscy zoolodzy, George Henry Hamilton Tate i Richard Archbold, w artykule zatytułowanym Nowe gryzonie i torbacze z Nowej Gwinei, opublikowanym w czasopiśmie „American Museum novitates”. Gatunkiem typowym jest (oryginalne oznaczenie) ryjówkomyszka bruzdozębna (M. richardsoni).

### Etymologia
Microhydromys:  μικρος mikros ‘mały’; rodzaj Hydromys É. Geoffroy Saint-Hilaire, 1804 (bobroszczur).

### Podział systematyczny
Do rodzaju należą następujące gatunki:
| Grafika | Gatunek                   | Autor i rok opisu                     | Nazwa zwyczajowa          | Podgatunki         | Rozmieszczenie geograficzne | Podstawowe wymiary                           | Status IUCN |
| ------- | ------------------------- | ------------------------------------- | ------------------------- | ------------------ | --- | -------------------------------------------- | ----------- |
|         | Microhydromys argenteus   | K.M. Helgen, Leary & K.P. Aplin, 2010 | ryjówkomyszka południowa  | gatunek monotypowy | endemit Papui-Nowej Gwinei (wzgórza wschodniej Nowej Gwinei (znany z 3 miejsc na południowych pogórzach)); zakres wysokości: 380–1450 m n.p.m. | DC: 7,8–8,6 cm DO: 7,1–8,3 cm MC: 12–13 g    | DD          |
|         | Microhydromys richardsoni | Tate & Archbold, 1941                 | ryjówkomyszka bruzdozębna | gatunek monotypowy | Indonezja i Papua-Nowa Gwinea: znany z kilku miejsc w północnych zlewiskach wyżyny Nowej Gwinei; zakres wysokości: 20–1500 m n.p.m.            | DC: 7,9–8,3 cm DO: 8,4–9,2 cm MC: około 11 g | DD          |

Kategorie IUCN:  DD  – gatunki o nieokreślonym stopniu zagrożenia.